# Policy Exchange
Policy Exchange est un think tank conservateur basé à Londres. 

## Description
The Daily Telegraph le décrit comme « le plus grand, mais aussi le plus influent think tank de droite ». Le New Statesman précise qu'il s'agit du think tank préféré de David Cameron, un point de vue partagé par l'éditeur politique de l'Evening Standard Joe Murphy. 

## Membres
Le think tank compte parmi ses membres Anthony Browne, l'un des adjoints du maire de Londres Boris Johnson, ou encore Charlotte Leslie.